# 圣若瑟堂 (圣路易斯)
圣若瑟堂（Shrine of St. Joseph）是美国密苏里州圣路易斯的一座天主教堂，位于该市的哥伦布广场。

## 历史
耶稣会于1843年创建了这个堂区，该堂的教友大部分是德国移民。富孀Ann Biddle夫人是热心的慈善家，捐赠了教堂的土地。1844年4月14日教堂奠基，1846年8月的第一个主日举行了祝圣仪式。